# Rechtsgeleerdheid

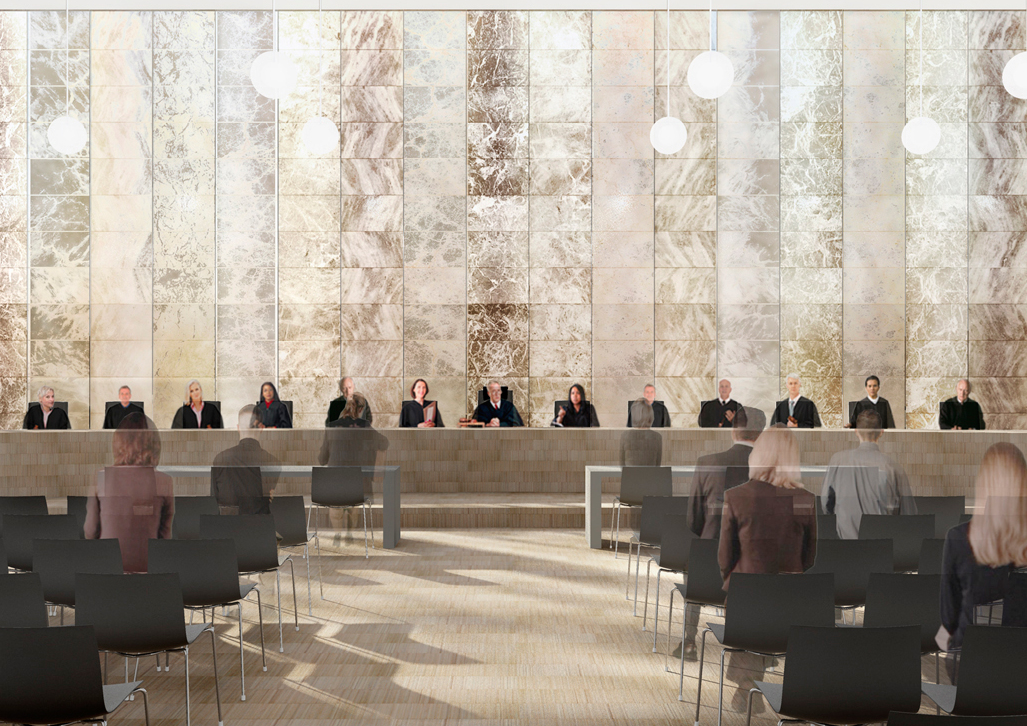
Het hoogste rechtscollege in Nederland, de Hoge Raad (grote zittingszaal)

Rechtsgeleerdheid of rechtswetenschap is de wetenschap van het recht. Waar het woord "wetenschap" op de rechtsgeleerdheid wordt toegepast kan daarmee zowel bedoeld worden wetenschap die gebaseerd is op waarneming of proefondervindelijk onderzoek, als geleerdheid, die werkt met interpretatie en belezenheid. Rechtsgeleerdheid is meer de tweede vorm van wetenschap. Zij bestaat in belezenheid in de juridische literatuur en vaardigheid om het daarin gevondene toe te passen op de feiten. De Romeinen, die een zeer belangrijk aandeel hebben gehad in de ontwikkeling van het rechtsgeleerde denken, spraken bij voorkeur van een "ars", hetgeen men in dit geval het beste kan vertalen als "ambacht" of "kunde".
Over de vraag in hoeverre het recht als zodanig "wetenschappelijk" beoefend kan worden bestaat verschil van mening; daarbij speelt onder meer mee dat in het recht de praktijk (advocatuur en rechtspraak) nauw verweven is met de wetenschap, dat de rechtswetenschap inherent normatief is (het is/ought-probleem) en dat het moeilijk is om in het onderzoek object en subject van elkaar te scheiden.
In Nederland en Vlaanderen kan men rechtsgeleerdheid studeren aan de meeste universiteiten. De universitaire studie rechtsgeleerdheid wordt in de volksmond veelal rechten genoemd. Deze meervoudsvorm stamt uit het universitair onderwijs in de middeleeuwen toen men aan de juridische faculteiten kon kiezen tussen civiel recht en canoniek recht. Men kon dan ook de graad van doctor in de beide rechten,  doctor utriusque iuris, behalen.
Iemand die het doctoraaldiploma (Nederland) of licentiaatsdiploma (Vlaanderen) rechten behaald heeft, mag zichzelf Master of Laws (LL.M.) noemen. Daarnaast mag de klassieke titel meester in de rechten (mr.) gebruikt worden, doch alleen bij een voorgeschreven vakkenpakken, anders wordt de titel doctorandus (drs.) verkregen. Iemand die niet de masteropleiding heeft afgerond, maar wel het bachelor-deel, mag zichzelf Bachelor of Laws (LL.B.) noemen. Deze graad is enigszins vergelijkbaar met het vroegere "kandidaats-examen".

## Rechtenopleiding in België
In België beantwoorden de rechtenopleidingen aan de Europese bachelor-masterstructuur. De universiteiten verlenen in het academisch onderwijs de graden van bachelor en master voor het studiegebied rechten. Qua wettelijke diplomavereisten is de master in de rechten gelijkgesteld met het vroegere doctor of licentiaat in de rechten.
In de 19e eeuw moest men een kandidatuur in de wijsbegeerte behalen om toegelaten te worden tot de kandidatuur in de rechten, die op haar beurt toegang gaf tot een doctoraalstudie. Op eigen initiatief organiseerden de universiteiten daarnaast een wetenschappelijk doctoraat rechtsgeleerdheid, dat een proefschrift behelsde en een academische titel opleverde, maar verder geen wettelijke graad. Om de vrijheid van onderwijs te verzoenen met de beroepstoegang verleend door academische diploma's, werden de examens centraal afgenomen door een commissie in Brussel. Vanaf 1876 mochten universiteiten zelf examens afnemen en graden toekennen, zij het dat diploma's nog centraal moesten worden bekrachtigd. 
Een hervorming in 1890 behield nog de titel van kandidaat in de rechten, maar maakte het programma inhoudelijk een variant op de kandidatuur letteren en wijsbegeerte. Dit mondde in 1929 uit in het schrappen van de graad van kandidaat in de rechten: voortaan stapte men rechtstreeks over van de tweejarige letterenkandidatuur – weliswaar met een gedifferentieerd examenprogramma – naar de driejarige doctoraalstudie rechten. In 1967-1969 werd dit systeem ingrijpend hertekend: de kandidaatsstudie werd overgeheveld van de letterenfaculteit naar de rechtsfaculteit, de driejarige cyclus met de eigenlijke rechtsvakken werd een licentiaat, en doctor werd een derde graad die slechts te verkrijgen was met een proefschrift na ten vroegste twee jaar (wat dus het doctoraat rechtsgeleerdheid opslorpte).

## Voetnoten
1. ↑  Stolker, Carel (2003). 'Ja, geléérd zijn jullie wel!' Over de status van de rechtswetenschap. Nederlands Juristenblad 78 (15): 766-778.
2. ↑  (en) Stolker, Carel (2014). Rethinking the Law School: Education, Research, Outreach, and Governance. Cambridge University Press, Cambridge, p. 205-211. ISBN 9781107073890.
3. ↑  Voor Vlaanderen: artikel II.73, § 1, 6° van de Codex Hoger Onderwijs
4. ↑  Wet van 30 december 2009 tot gelijkstelling van de graad van master in de rechten, master in het notariaat en master in het sociaal recht met respectievelijk een licentiaat of doctor in de rechten, een licentiaat in het notariaat en een licentiaat in het sociaal recht wat betreft de diplomavereisten voor juridische beroepen in wetten en reglementen die een aangelegenheid regelen als bedoeld in artikel 78 van de Grondwet
5. ↑  Artikel 37 van de organieke wet van 27 september 1835 op het openbaar onderwijs en artikel 2 van de wet van 20 mei 1876 op de academische graden
6. ↑  Artikel 1 van de wet van 21 mei 1929
7. ↑  Raf Verstegen, Academische  graden  en  bekwaamheidsbewijzen[dode link], in: Jura Falconis, 1975-1976, p. 180-181